# Церковь Архангела Михаила при Михайловском замке
Церковь Архангела Михаила — домовая церковь Михайловского замка в Санкт-Петербурге.

## История
Церковь была заложена вместе с замком в 1797 году. Строительство было завершено в 1800 году и 8 (20) ноября, в день архангела Михаила, в присутствии императора Павла I архиепископ Санкт-Петербургский Амвросий освятил церковь и замок:
…началась духовная процессия освящению церкви, а после сего когда означенное ж духовенство с святыми мощами и иконами пройдя в ход за западные двери, тогда по прочтении у оных молитвы и при возвращении с мощами в церковь произведена с батарей Михайловского замка пушечная пальба…Камер-фурьерский журнал, 8 ноября 1800 года
После убийства в ночь на 12 (24) марта 1801 года императора Павла I Михайловский замок был покинут, а церковь закрыта. Из неё были вывезены серебряные царские врата, драгоценная утварь, золотые и серебряные лампады, канделябры. Богослужения возобновились в 1802 году. Перед этим из Кабинета была выдана необходимая для служб утварь: «На места вынутых вещей другими не весьма дорогими… присовокупя к тому и некоторые из прежде находившихся в той церкви недорогих вещей…». Из оригинальных предметов убранства были возвращены только серебряные лампады, а вместо серебряных царских врат Х. Мейером были изготовлены новые посеребренные.
В 1823 году хоры церкви были разобраны и на их месте было сделано перекрытие, разделившее объем церкви на два этажа. Верхнее помещение заняла чертёжная великого князя Николая Павловича. В 1841 году над чертежной было сделано новое перекрытие для устройства кабинета одной из казённых квартир. Для этого на фасаде на месте медальонов с евангелистами работы П. П. Соколова были пробиты окна. Сами медальоны в 1876 году были размещены внутри церкви.
Среди прихожан церкви в разное время были М. И. Глинка, венчавшийся в ней, Ф. М. Достоевский, обучавшийся в Инженерном училище, М. П. Мусоргский, работавший некоторое время в Инженерном департаменте и проживавший в замке.
После 1917 года церковь была закрыта, все предметы её убранства поступили в музейный фонд. В 1920-е годы в помещении церкви был устроен склад Военно-инженерного училища. Несмотря на это помещение Михайловской церкви сохранило своё оригинальное архитектурное оформление, а её интерьер наиболее полно сохранил первоначальное убранство среди других помещений Михайловского замка. С 1991 года Михайловский замок и его церковь вошли в состав Государственного Русского музея. 25 ноября 2019 года церковь Архангела Михаила стала открыта для посещения в числе других музейных залов Михайловского замка за исключением времени проведения церковных служб.

## Убранство

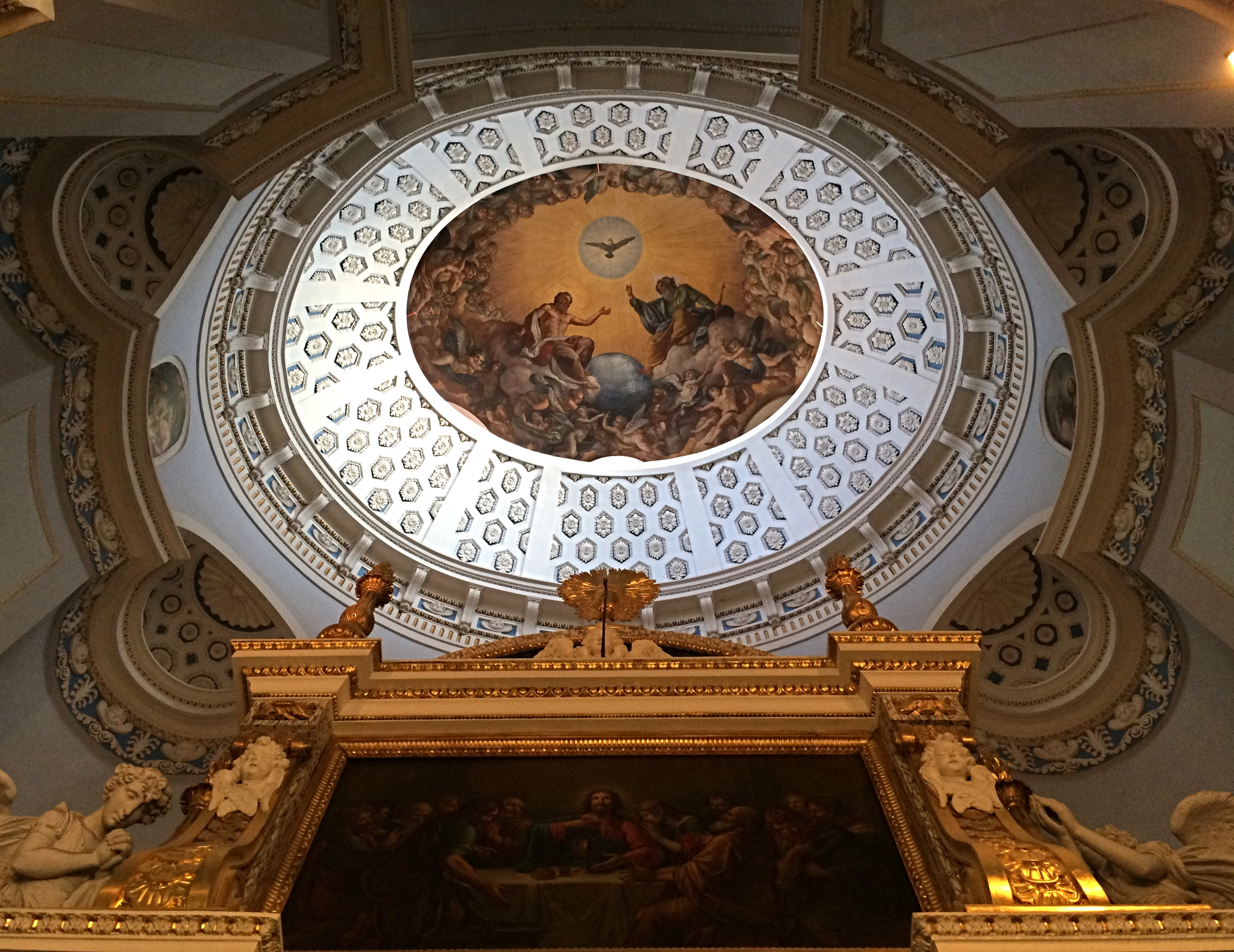
Купол церкви и верхняя часть иконостаса

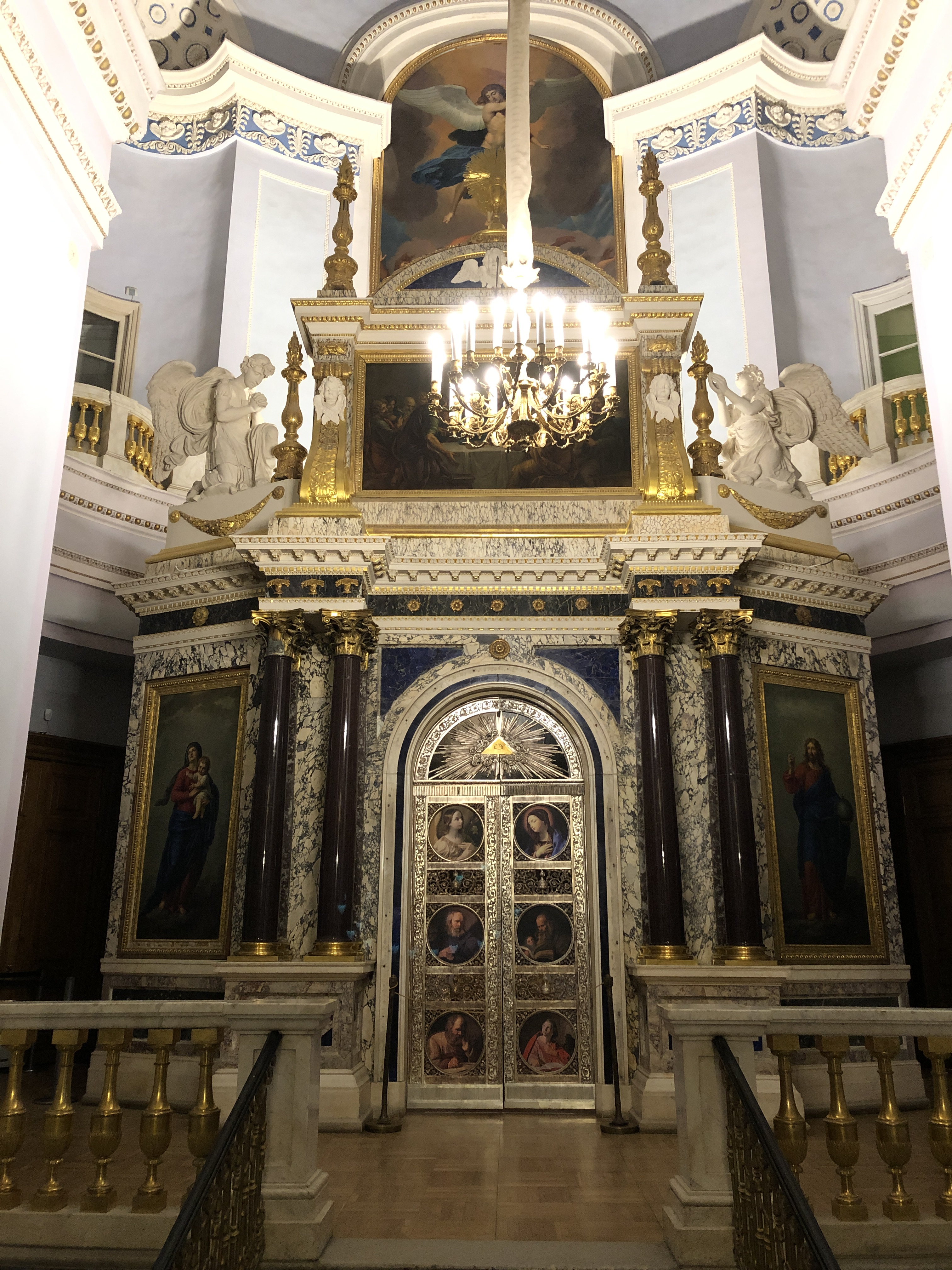
Иконостас церкви

В церковном зале расположены 14 колонн из полированного сердобольского гранита с базами и капителями и позолоченной бронзы, которые поддерживают хоры. На уровне хоров вокруг иконостаса сделаны четыре балкончика для членов императорской семьи. Свод нефа цилиндрический, декорирован кессонми с розетками. Алтарная часть имеет овальную форму с четырьмя полукруглыми нишами. Её венчает купол, возвышающийся над замком. Купол, как и свод нефа украшен кессонами и фреской работы Карло Скотти с изображением Святой Троицы. В интерьере использован цветной камень и позолоченная бронза.
Иконостас выполнен из цветного мрамора и имеет пятигранную форму. В центральной части иконостаса по сторонам от царских врат помещены порфировые колонны с позолоченными базами и капителями, помещённые на постаменты, инкрустированные лазуритом. Верхняя часть иконостаса оформлена в виде аттика в котором помещён образ Тайной вечери работы И. А. Акимова. Боковые грани иконостаса разделены мраморными пилястрами между которыми помещались образа в резных позолоченных рамах. Оригинальные царские врата были изготовлены из серебра мастером И. С. Бухом, в них поместили живописные медальоны работы Ф. И. Яненко. После закрытия церкви в 1801 году они в числе прочего убранства замка и церкви были вывезены, а в 1810 году по указанию императора Александра I переплавлены в столовый сервиз для подарка на свадьбу его сестре Анне Павловне. Для новых царских врат, помещённых в церковь в 1802 году, образа написали П. С. Дрождин и И. А. Пустынин.
Запрестольный образ на сюжет моления о чаше был написан А. И. Ивановым. Над ним размещалась большого размера композиция кисти польского художника Франциска Смуглевича с изображением архангела Михаила, низвергающего демонов в бездну.
Перед иконами изначально располагались драгоценные лампады из серебра, а над царскими вратами была золотая лампада с кисточкой из 177 жемчужин и 72 бриллиантов.